# Upplands runinskrifter 459
Upplands runinskrifter 459 är en vikingatida runsten av granit i Skråmsta, Haga socken och Sigtuna kommun. Runstenen är cirka 2,7 meter hög och 1,8 meter bred. Runinskriften går i en drakslinga och är cirka 8 centimeter hög.

## Svarthövde och hans släkt
Runstenarna U 457, U 458 och U 459 har rests av samma ätt. Genom ristningarna på de tre stenarna blir tre släktled kända:
Svarthövde var gift med Torgunn. De fick (åtminstone) två barn, Anund och Est. Est, i sin tur, hade sonen Saxe.

## Inskriften
Translitterering av runraden:
· saksi · let · kera · merki · þesa · iftiʀ · aist · faþur · sin · auk · þorgun ·  sun · sin ·
Normalisering till runsvenska:
Saxi let gæra mærki þessa æftiʀ Æist, faður sinn, ok Þorgunn [æftiʀ] sun sinn.
Översättning till nusvenska:
Saxe lät göra dessa märken efter Est, sin fader, och Torgunn [efter] sin son.